# Provincia Phetchaburi
Phetchaburi (în thailandeză เพชรบุรี) este o provincie (changwat) din Thailanda. Situată în regiunea de Centru, provincia Phetchaburi are în componența sa 8 districte (amphoe), 93 de sub-districte (tambon) și 681 de sate (muban). 
Cu o populație de 459.207 de locuitori și o suprafață totală de 6.225,1 km2, Phetchaburi este a 60-a provincie din Thailanda ca mărime după numărul populației și a 36-a după mărimea suprafeței.